# Tales of Dunk and Egg
Les Tales of Dunk and Egg (litt. « Aventures de Dunk et de l'Œuf ») sont un ensemble de romans courts écrits par George R. R. Martin et qui prennent part à l'univers du Trône de fer. Ces romans courts se focalisent sur les personnages de ser Duncan le Grand, plus connu sous le surnom de Dunk, et de Aegon Targaryen, surnommé l'Œuf, son écuyer. Le premier se déroule 90 ans avant les événements relatés dans Le Trône de fer.

## Romans courts publiées
- Le Chevalier errant (The Hedge Knight, publié en 1998 dans l'anthologie Légendes de Robert Silverberg)[1].
- L'Épée lige (The Sworn Sword, publié en 2003 dans l'anthologie Légendes de la fantasy de Robert Silverberg)[2].

Ces deux premiers roman courts ont été réunis en un seul volume :
Le Chevalier errant - L'épée lige en grand format en 2008, Pygmalion  (ISBN 978-2-7564-0196-6).
Le Chevalier errant suivi de L'épée lige, préludes au trône de fer en poche en 2009, J'ai lu  (ISBN 978-2-290-01148-5).
- L'Œuf de dragon (The Mystery Knight, publié en 2010 dans l'anthologie Warriors codirigée par George R. R. Martin et Gardner R. Dozois).

Ce troisième roman court a été publié en un seul volume :
L'Œuf de dragon en grand format en 2014, Pygmalion  (ISBN 978-2-7564-1114-9)
L'Œuf de dragon en poche en 2016, J'ai lu  (ISBN 978-2-290-12646-2)
Les trois romans courts ont été réunis en un seul volume :
Chroniques du chevalier errant, Pygmalion, 2015 (A Knight of the Seven Kingdoms, 2015)  (ISBN 978-2756411156)
Chroniques du chevalier errant en poche en 2017, J'ai lu  (ISBN 978-2-290-15233-1)

## À paraître
Deux autres romans courts sur les aventures de Dunk et de l'Œuf sont en préparation. Leurs titres provisoires sont The She-Wolves of Winterfell et The Village Hero.

## Personnages
- Lord Cendregué

- Ser Androw Cendregué

- Ser Robert Cendregué

- Baelor Targaryen dit Briselance

- Valarr Targaryen

- Maekar Targaryen

- Daeron II Targaryen

- Daeron Targaryen l'ivrogne

- Aerion Targaryen

- Aegon Targaryen

- Maekar Targaryen

- Lord Damon Lannister

- Lord Leo Tyrell

- Ser Dunkan le grand

- Ser Steffon Fossovoie

## Résumés

### Le Chevalier errant
Dunk est un jeune écuyer au service d'un vieux chevalier qui vient de mourir alors qu'il était en route pour un tournoi prestigieux. Dunk revêt ses armes et son armure et décide d'y participer à sa place sous le nom de ser Duncan le Grand. En chemin, il rencontre un jeune garçon insolent surnommé « l'Œuf » et le prend à son service. En arrivant au tournoi, Dunk éprouve des difficultés à prouver qu'il est chevalier mais est autorisé à participer grâce au soutien du prince Baelor Targaryen. Malheureusement pour lui, Dunk va s'attirer de graves ennuis en intervenant alors qu'Aerion le flamboyant, neveu de Baelor, s'en prend violemment à une marionnettiste. Ayant frappé un prince de sang, il ne doit la vie sauve qu'à l'intervention de « l'Œuf », qui se révèle être bien plus qu'il n'y paraissait.

### L'Épée lige
Deux ans ont passé et Dunk, toujours accompagné de « l'Œuf », est entré au service de ser Eustace Osgris. Dunk et Bennis, un autre chevalier errant, mettent en fuite des terrassiers au service de Lady Tyssier, dont les terres sont voisines de celles de ser Osgris, qui établissaient un barrage sur la rivière afin d'irriguer les terres des Tyssier et non celles des Osgris. Bennis ayant blessé l'un d'eux, Lady Tyssier, dont les forces sont bien supérieures à celles d'Osgris, demande réparation en menaçant de représailles et Dunk se porte volontaire pour aller négocier avec elle. Il va vite se rendre compte que la situation est plus complexe qu'il n'y paraît et qu'une vieille querelle oppose les deux maisons.

### L'Œuf de dragon
Dunk et l'Œuf sont en route pour le Nord quand ils apprennent par un chevalier errant nommé Jehan le Ménétrier qu'Ambrose Beurpuits, un seigneur du Conflans anciennement Main du roi, organise un tournoi pour célébrer son mariage avec une Frey et que le vainqueur remportera un œuf de dragon. Dunk décide de participer au tournoi, en partie parce qu'il veut se venger de Gormon Peake, un chevalier très arrogant qui voyage avec Jehan. Lors de la cérémonie du coucher, la veille du tournoi, Jehan dit à Dunk qu'il a rêvé qu'il entrait dans la Garde royale alors que l'Œuf remarque que nombre de chevaliers présents appartiennent à des Maisons qui ont soutenu Daemon Feunoyr lors de sa rébellion et pense qu'une traîtrise se prépare.

## Bande dessinée
The Hedge Knight (Le Chevalier errant) et The Sworn Sword (L’Épée lige) ont été publiés sous la forme de deux séries de six comics, écrites par Ben Avery et dessinées par Mike S. Miller.
- The Hedge Knight (Le Chevalier errant), 2003-2004, publié par Image Comics / Devil’s Due[5],[6].
- The Sworn Sword (L’Épée lige), 2007-2008, publié par Marvel[7],[8].

En français, Le Chevalier errant a été publié en bande dessinée (Milady Graphics en 2010)  (ISBN 978-2-811-20244-6).